# Hans Kiss
Johann „Hans” Kiss (ur. 9 sierpnia 1951 w Eisenstadt) – austriacki zapaśnik walczący w stylu klasycznym. Olimpijczyk z Montrealu 1976, gdzie zajął jedenaste miejsce w wadze półśredniej.
Uczestnik turniejów.

## Letnie Igrzyska Olimpijskie 1976
| Konkurencja          | Rundy eliminacyjne     | Rundy eliminacyjne   | Rundy eliminacyjne         | Klas. końcowa |
| Konkurencja          | Przeciwnik I           | Przeciwnik II        | Przeciwnik III             | Miejsce       |
| -------------------- | ---------------------- | -------------------- | -------------------------- | ------------- |
| 74 kg styl klasyczny | Brahim Toughza (MAR) Z | Jan Karlsson (SWE) P | Gheorghe Ciobotaru (ROU) P | 11.           |